# JMOジェイモ
株式会社JMOジェイモは、主にマリン・アウトドア用品卸・小売を行う会社である。自社で一人用のフロートボートや小型の船外機などの製造販売も行う。

## 概要
マリン・アウトドア用品を販売する会社で、コールマンやビクトリノックス、岩谷産業、小川テントなど個人向けに特化した商品を取り扱う。フロートボートと呼ばれる一人乗りの超小型船に電気式の船外機（エレクトリック・トローリング・モーター）を組み合わせた商品の販売も行っている。また、草刈機などで使用される小排気量の2ストロークエンジンを採用した超小型船外機も製造販売する。この船外機は取り付けマウントを利用することで、自社の販売するフロートボートのみならず小型ゴムボートやカヌーなどに取り付け可能となる。その他にライフルスコープ（照準器）やサーマル暗視スコープ（暗視装置）、多機能な杖も販売する。